# J. A. Konrath
Pour les articles homonymes, voir Konrath.
Œuvres principales
- Série Jacqueline « Jack » Daniels
- Série Codename: Chandler
- Série Timecaster
- Série Serial

J. A. Konrath, né le 29 mars 1970 à Skokie dans l'Illinois, est un auteur américain de roman policier et, sous le pseudonyme de Jack Kilborn, de quelques romans fantastiques d’horreur. Il a également signé quelques textes de science-fiction sous le pseudonyme de Joe Kimball.

## Biographie
Après ses études complétées dans un collège de Chicago en 1992, il tente sans succès pendant près de douze ans de publier des récits. Il réussit finalement à faire paraître des nouvelles à partir de 2003 et, à sa dixième tentative, en 2004, Whisky Sour, le premier volet d’une série de romans de procédure policière ayant pour héros le lieutenant Jacqueline Daniels de la police des homicides de Chicago, chacun des titres de cette série, qui ne manque pas d'humour, reprenant le nom d’un cocktail (Bloody Mary, Rusty Nail) ou d’un type d’exécution pour créer un cocktail (shaken – secoué, stirred – remué).
Surnommée « Jack » par ses collègues, en référence à la célèbre distillerie Jack Daniel's du Tennessee, Daniels est une jeune femme qui souffre d’insomnie chronique, mène une vie sentimentale chaotique et croise le fer, à l’occasion de ses enquêtes, avec des tueurs en série et des criminels fous. Dans Whisky Sour (2004), elle tente de mettre la main au collet d’un assassin, répondant au nom de Gingerbread Man (L'Homme de pain d’épice), qui sévit dans son district, ayant pour singularité macabre de mutiler ses victimes. Dans Dirty Martini (2007), un psychopathe, connu sous le nom de The Chimist, a investi un centre de distribution alimentaire pour y verser du poison, tuant des centaines de personnes. Jack Daniels a pour coéquipier Herb Benedict, connaît bien le détective privé Harry McGlade et a des démêlés avec un criminel à temps partiel nommé Phineas Troutt. Ces trois personnages évoluent parfois seuls le temps de quelques nouvelles.
Sous le pseudonyme de Joe Kimball, Konrath, qui enseigne également l’écriture dans un collège de l’Illinois, a également donné des textes d'anticipation se déroulant en 2064.

## Œuvre

### Romans

#### SérieJacqueline «Jack» Daniels
- Whisky Sour, Éditions du Masque, coll. « Le Masque » no 2500, 2006 ((en) Whiskey Sour, 2004)
- (en) Bloody Mary, 2005
- (en) Rusty Nail, 2006
- (en) Dirty Martini, 2007
- (en) Fuzzy Navel, 2008
- (en) Cherry Bomb, 2009
- (en) Shaken, 2010
- (en) Stirred, 2011Écrit avec Blake Crouch.
- (en) Last Call, 2013

#### SérieCodename: Chandler
- (en) Flee, 2011Écrit avec Ann Voss Peterson. Jack Daniels fait une apparition dans ce roman.
- (en) Exposed, 2011Écrit avec Ann Voss Peterson.
- (en) Spree, 2012Écrit avec Ann Voss Peterson. Jack Daniels fait une apparition dans ce roman.
- (en) Three, 2013Jack Daniels fait une apparition dans ce roman.

#### Autres romans policiers
- (en) The List, 2010
- (en) Origin, 2010
- (en) Disturb, 2010
- (en) A Shot of Tequila, 2010Jack Daniels fait un courte apparition dans ce roman.
- (en) Banana Hammock : Harry McGlade Mystery, 2010Jack Daniels fait une courte apparition dans ce roman.
- (en) Shapeshifters Anonymous, 2011

#### SérieTimecastersignée Joe Kimball
- (en) Timecaster, 2011
- (en) Timecaster Supersymmetry, 2012Jack Daniels fait une courte apparition dans ce roman.

#### Autre roman signé Joe Kimball
- (en) Symbios, 2011

### SérieSerialsignée Jack Kilborn en collaboration avec Blake Crouch
- (en) Serial, 2009
- (en) Serial Uncut, 2010
- (en) Killers, 2011
- (en) Killers Uncut, 2011

### Romans signés Jack Kilborn
- (en) Afraid, 2008
- (en) Truck Stop : a Psycho Thriller, 2009Signé avec J. A. Konrath.
- (en) Trapped, 2009
- (en) Draculas, 2010Écrit avec Blake Crouch, Jeff Strand et F. Paul Wilson.
- (en) Endurance, 2010

### Nouvelles

#### Recueils de nouvelles de la sérieJacqueline «Jack» Daniels
- (en) Jack Daniels Stories : Fifteen Mystery Tales, 2010

#### Recueils de nouvelles
- (en) Like a Chinese Tattoo, 2006Écrit avec Cullen Bunn, David Thomas Lord et Rick R. Reed.
- (en) Planter’s Punch, 2009Écrit avec Tom Schreck.
- (en) Crime Stories, 2010
- (en) 65 Proof, 2011

#### Recueils de nouvelles signés Jack Kilborn
- (en) Horror Stories, 2010
- (en) Murdermouth : Zombie Bits, 2010Écrit avec Jonathan Maberry et Scott Nicholson.

#### Nouvelles de la sérieJacqueline «Jack» Daniels
- (en) On the Rocks, 2004Récit d'une énigme en chambre close.
- (en) The One That Got Away, 2004Dans cette nouvelle réapparaît L'Homme de pain d'épice.
- (en) Street Music, 2004Avec Phineas Troutt
- (en) With a Twist, 2005
- (en) Body Shots, 2006
- (en) Overproof, 2007

#### Nouvelles isolées
- (en) Basketcase, 2003
- (en) Finicky Eater, 2003
- (en) Forgiveness, 2004
- (en) Whelp Wanted, 2004Avec Harry McGlade.
- (en) Redux, 2004
- (en) The Big Guys, 2004
- (en) The Mysterious Disapearance of Rob Kanter, 2004
- (en) A Fistful of Cozy, 2005
- (en) The Agreement, 2005
- (en) Cozy or Hardboiled?, 2005
- (en) Light Drizzle, 2005
- (en) The Bag, 2005
- (en) The Shed, 2005
- (en) Taken to the Cleaners, 2005
- (en) Lying Eyes, 2006
- (en) Suffer, 2006Avec Phineas Troutt
- (en) Bereavement, 2006Avec Phineas Troutt
- (en) Careful, He Bites, 2006
- (en) Cleansing, 2006
- (en) Could Stephanie Plum Car Really Get Car Insurance, 2006
- (en) Don’t Press That Button!, 2006
- (en) Epitaph, 2006Avec Phineas Troutt
- (en) Taken to the Cleaners, 2006Avec Harry McGlade
- (en) Urgent Reply Needed, 2006
- (en) Inspector Oxnard, 2006
- (en) Newbie’s Guide to Thrillerfest, 2006
- (en) Appalachian Lullaby, 2006
- (en) Six Pack of Crime, 2006
- (en) Suffer, 2006
- (en) Potshot, 2006Avec Herb Benedict
- (en) School Daze, 2007Avec Harry McGlade
- (en) Mr. Pull Ups, 2007
- (en) Last Request, 2007Avec Phineas Troutt
- (en) Punishment, 2007
- (en) The Necro File, 2007Avec Harry McGlade
- (en) Them’s Good Eats, 2007
- (en) Piece of Cake, 2007
- (en) The Sound of Blunder, 2008Écrit avec F. Paul Wilson.
- (en) Wild Night is Calling, 2011Écrit avec Ann Voss Peterson.
- (en) Babe on Board, 2011Écrit avec Ann Voss Peterson.

#### Nouvelles signées Jack Kilborn
- (en) The Screaming, 2011
- (en) Birds of Prey, 2011Écrit avec Blake Crouch.

### Autres publications
- (en) Secrets of the Congdon Mansion, 2002Signée Joe Kimball.
- (en) The Newbie’s Guide to Publishing, 2010